# Aloe pavelkae
Aloe pavelkae är en grästrädsväxtart som beskrevs av Van Jaarsv., Swanepoel, A.E.van Wyk och John Jacob Lavranos. Aloe pavelkae ingår i släktet Aloe och familjen grästrädsväxter.
Artens utbredningsområde är Namibia. Inga underarter finns listade i Catalogue of Life.